# Blair House
Blair House, określany również jako The President’s Guest House – rezydencja prezydenta Stanów Zjednoczonych, położona w Waszyngtonie, nazywana „najbardziej ekskluzywnym hotelem na świecie”. W rezydencji są przyjmowani dygnitarze i inni zaproszeni przez prezydenta goście.
Blair House położony jest w odległości 228 metrów od Białego Domu. W latach 50. i 80. XX wieku odbyła się gruntowna renowacja posiadłości, która wiązała się z połączeniem czterech wówczas domów (Blair House, Lee House, Peter Parker House i 704 Jackson Place) w jeden budynek. W latach 1948–1952 w rezydencji wraz z rodziną mieszkał Harry Truman, w 1950 roku na terenie rezydencji dokonano nieudanej próby jego zabójstwa.